# Italispidea antennalis
Italispidea antennalis là một loài ruồi trong họ Tachinidae.